# 伊玛目穆罕默德·本·沙特伊斯兰大学
伊玛目穆罕默德·本·沙特伊斯兰大学（阿拉伯语：جامعة الإمام محمد بن سعود الإسلامية）是一座位於沙特阿拉伯利雅得的公立大學，創立於1953年。 1974年獲得大學資格。 在印尼、吉布提和日本有分支機構。

## 組織
伊玛目穆罕默德·本·沙特伊斯兰大学的學院如下：
- 伊斯蘭教法學院
- 宗教原理学院
- 阿拉伯語學院
- 社會科學學院
- 宣教與新闻學院
- 語言與翻譯學院
- 計算機科學和信息科學學院
- 經濟和行政管理學院
- 科學學院
- 醫學學院
- 工程學院

大學內還有翻譯與阿拉伯化研究所（معهد الترجمة والتعريب）。

## 外部連結
- Official website
- Official website （阿拉伯文）

24°29′09″N 46°25′29″E / 24.485895°N 46.424742°E